# Ван, Александр
Александр Ван (англ. Alexander Wang, кит. 王大仁, пиньинь Wáng Dàrén, палл. Ван Дажэнь; род. 26 декабря 1983, Сан-Франциско) — американский дизайнер одежды. Бывший креативный директор французского модного дома Balenciaga.

## Биография
Родился в Сан-Франциско, его родителями были эмигранты с Тайваня. Не является родственником Веры Вонг. В возрасте восемнадцати лет Александр Ван переехал в Нью-Йорк, где начал посещать школу живописи и дизайна Parsons The New School for Design. В 2005 году решил запустить свой собственный лейбл, который стартовал коллекцией из трикотажных вещей.
Осенью 2007 года, Ван представил полностью завершенную женскую коллекцию в Нью-Йорке.
В 2008 году был номинирован на премию от Совета модных дизайнеров Америки в категории «Женская одежда». Также был удостоен награды «Оскар моды» (CFDA Fashion Awards), вручаемой Советом модных дизайнеров Америки за достижения в области индустрии моды. Как победитель Ван получил 1 000 000 долларов.
Основное отличие его коллекций — в мягких трикотажных растянутых футболках, а также в платьях из мягкого трикотажа оттенков серого, белого и чёрного.
В начале 2021 году Ван получил многочисленные обвинения в сексуальных домогательствах. 